# Saint-Brice (Mancha)
Saint-Brice é uma comuna francesa na região administrativa da Normandia, no departamento da Mancha. Estende-se por uma área de 2,55 km². Em 2010 a comuna tinha 131 habitantes (densidade: 51,4 hab./km²).